# Trượt băng nghệ thuật
Trượt băng nghệ thuật (tiếng Anh: figure skating) là môn thể thao trong đó các cá nhân, đôi hoặc nhóm biểu diễn bằng giày trượt băng trên sân băng. Đây là môn thể thao mùa đông đầu tiên trong danh sách các môn thi đấu tại Thế vận hội Mùa đông năm 1908. Bốn hạng mục tại Thế vận hội Mùa đông là trượt băng đơn nam, trượt băng đơn nữ, trượt băng đôi và khiêu vũ trên băng. Những môn không có tại Thế vận hội Mùa đông bao gồm trượt băng đồng diễn, trượt băng bốn người và vũ kịch trên băng (Theatre on Ice).
Từ cấp độ thiếu niên lên dần tới cấp độ trưởng thành, vận động viên thường trình diễn hai bài thi (ngắn và dài/tự do), phụ thuộc vào quy định, có thể bao gồm các cú nhảy, cú xoay tại chỗ, các bước di chuyển, cú nâng người, cú nhảy quăng người (throw jumps), cú xoay vòng xoắn (death spiral) cùng những bước di chuyển hoặc các yếu tố khác.
Lưỡi dao ở rãnh giữa của đáy giày trượt tạo ra hai cạnh bên trong và bên ngoài. Các giám khảo thường đánh giá cao các vận động viên trượt trên một cạnh của giày trượt mà không phải là trên hai cạnh cùng một lúc. Trong khi xoay, vận động viên sử dụng "điểm ngọt" của lưỡi dao, là phần tròn nhất của lưỡi dao, ngay phía sau và gần giữa lưỡi dao.
Giày trượt dùng trong trượt băng đơn và đôi có bộ răng cưa gọi là mũi lưỡi trượt ở phía trước lưỡi dao. Mũi lưỡi trượt thường được sử dụng khi bắt đầu thực hiện các cú nhảy. Lưỡi dao của giày trượt khiêu vũ trên băng ngắn hơn một inch ở phía sau và có mũi lượt trượt ngắn hơn.
Người trượt băng thi đấu ở nhiều cấp độ từ người mới bắt đầu lên đến cấp độ trưởng thành tại các cuộc thi địa phương, khu vực, quốc gia và quốc tế. Liên đoàn Trượt băng Quốc tế (International Skating Union - ISU) sẽ quyết định tổ chức và chấm điểm các cuộc thi trượt băng quốc tế. Những cuộc thi này bao gồm Thế vận hội Mùa đông, các giải Vô địch Thế giới, giải Vô địch Thiếu niên Thế giới, giải Vô địch châu Âu, giải Vô địch Bốn lục địa, các giải Grand Prix (trưởng thành và thiếu niên), Thế vận hội Sinh viên đại học Mùa đông.
Môn thể thao này cũng liên quan đến hoạt động kinh doanh biểu diễn. Các cuộc thi đấu chính thức thường kết thúc bằng các buổi trình diễn trên băng (exhibition galas), những vận động viên trượt băng đứng đầu mỗi hạng mục sẽ tham gia các chương trình biểu diễn. Nhiều vận động viên trượt băng, cả trong và sau sự nghiệp thi đấu của minh, cũng biểu diễn trong các chương trình trên băng diễn ra trong suốt các mùa giải và sau mùa giải.

## Thuật ngữ

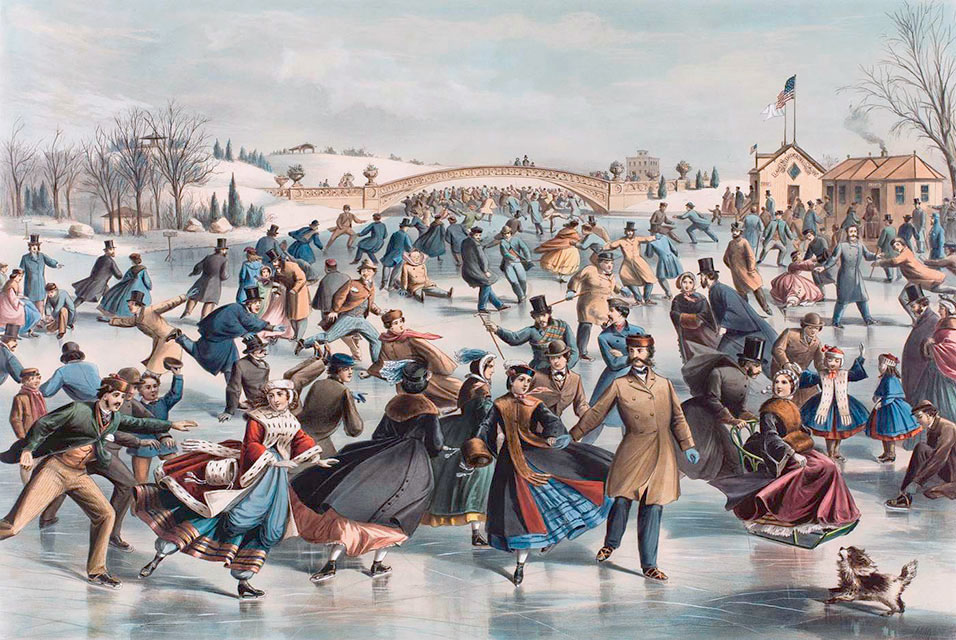
Một bản khắc in năm 1862 mô tả trượt băng vào thế kỷ 19.

Thuật ngữ "chuyên nghiệp" trong trượt băng không liên quan đến trình độ kỹ năng hay tính cạnh tranh. Vận động viên trượt băng đạt thứ hạng cao trong các cuộc thi quốc tế không phải là người trượt băng chuyên nghiệp. Đôi khi, họ được coi là những người nghiệp dư, dù một số người có thể kiếm tiền. Các vận động viên chuyên nghiệp gồm những người mất tư cách thành viên của Liên đoàn Trượt băng Quốc tế và những người trình diễn tại các chương trình nghệ thuật. Họ có thể là các cựu vô địch Thế giới và Thế vận hội đã kết thúc sự nghiệp thi đấu cũng như những vận động viên trượt băng có ít hoặc chưa từng tham gia thi đấu quốc tế.
Trong các ngôn ngữ khác ngoài tiếng Anh, tiếng Nhật, tiếng Hàn Quốc, tiếng Trung Quốc, tiếng Ý, tiếng Ba Lan và tiếng Nga, môn thể thao này còn được dịch ra một cái tên khác là "artistic skating".

## Giày trượt băng

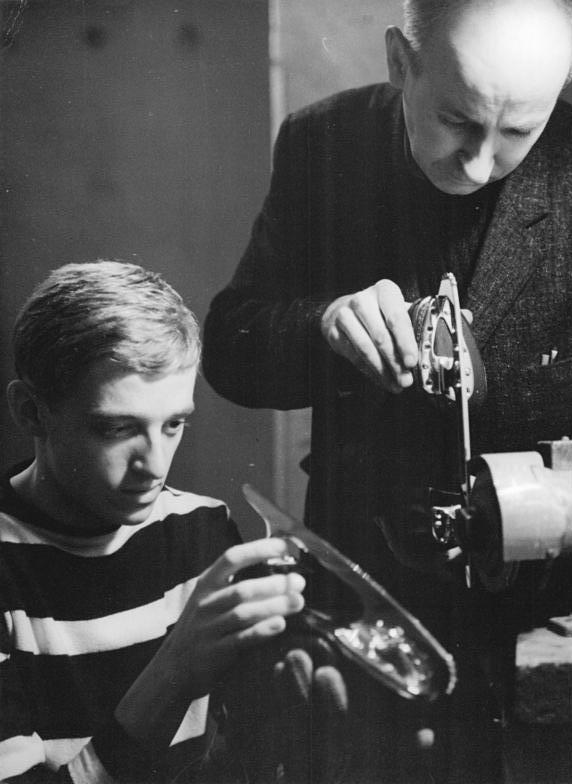
Mài lưỡi dao.

Sự khác biệt dễ thấy nhất khi so sánh với giày trượt khúc côn cầu trên băng là giày trượt băng nghệ thuật có mũi lưỡi trượt ở phần đầu cạnh dao dưới đế. Những mũi lưỡi trượt đó thường được sử dụng cho các cú nhảy và không nên dùng để thực hiện động tác xoay. Nếu dùng mũi lưỡi trượt khi thực hiện cú xoay, mũi lưỡi trượt sẽ làm người trượt mất đà hoặc di chuyển ra khỏi trọng tâm. Người sản xuất giày thường dùng vít để gắn lưỡi dao vào đế giày và gót giày. Đặc biệt, những vận động viên cấp cao được trang bị giày bốt có lưỡi dao từ các cửa hàng uy tín chuyên về đồ trượt. Họ cũng thuê các chuyên gia để mài các lưỡi dao theo yêu cầu.

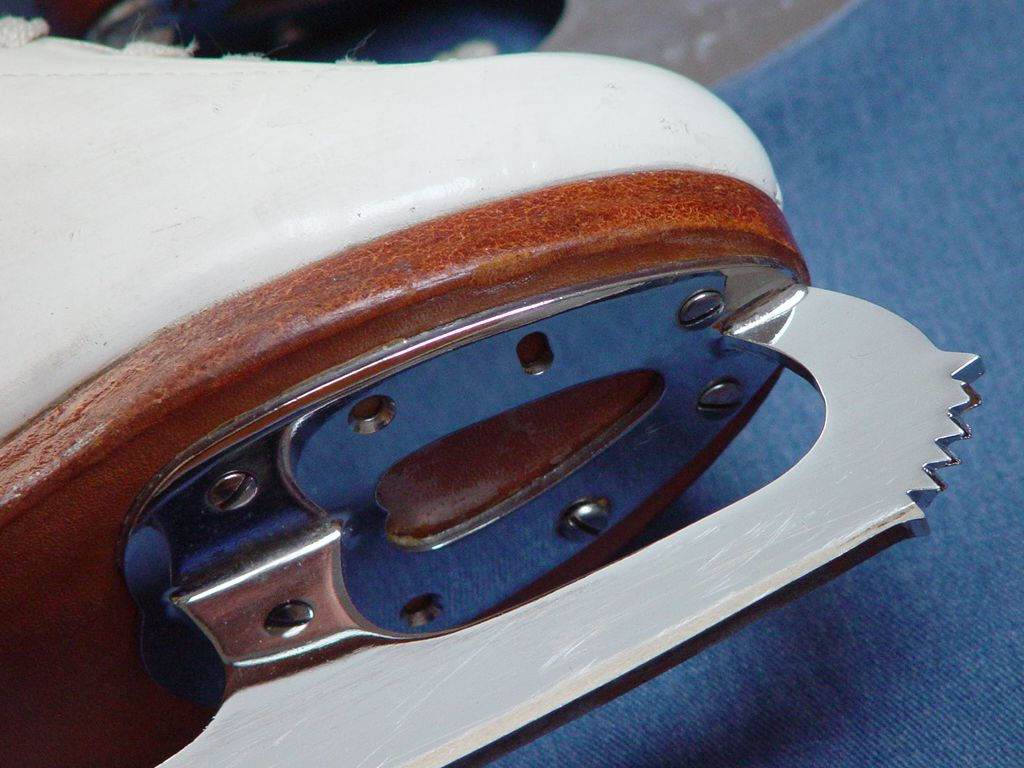
Cận cảnh một lưỡi dao của giày trượt băng, có thể thấy mũi lưỡi trượt, rãnh ở giữa bề mặt lưỡi dao và các vít đính vào giày.

Các cạnh của giày trượt băng.

Lưỡi dao có độ dày khoảng 3/16 inch (4.7 mm). Khi nhìn từ một bên, lưỡi của giày trượt không phẳng mà có độ cong nhẹ, tạo thành một cung của một vòng tròn bán kính 180-220 cm. Độ cong này giúp tạo ra sự cân bằng cho lưỡi dao. Điểm ngọt của lưỡi dao nằm ở dưới phần xương bàn chân. Điểm này thường nằm gần thanh trụ của lưỡi dao, là phần lưỡi dao xoay khi thực hiện cú xoay. Lưỡi dao cũng có mặt rãnh, một rãnh ở dưới cùng của lưỡi tạo ra hai cạnh riêng biệt, cạnh trong và cạnh ngoài. Cạnh trong ở phía gần nhất với người trượt; cạnh ngoài ở phía xa nhất với người trượt. Trong trượt băng nghệ thuật, người ta luôn muốn trượt trên một cạnh của lưỡi dao, bởi trượt trên cả hai cạnh cùng một lúc (được gọi là trượt trên cạnh phẳng (flat edge)) sẽ làm điểm số thấp đi. Khi trượt băng, người trượt không cần dùng nhiều sức nếu biết cách nghiêng lưỡi trượt để di chuyển, người ta gọi đây là trượt nghiêng sâu vào một bên (deep edge).
Lưỡi dao ở giày của các vũ công trên băng ngắn hơn một inch ở phía sau so với giày trượt băng của các môn khác, để thích ứng với các động tác chân phức tạp và đảm bảo sự phối hợp chặt chẽ giữa các vũ công. Giày của các vũ công cũng không có phần mũi luỡi trượt.
Người trượt sẽ cần đến miếng nhựa cứng để bảo vệ giày khi họ dùng giày trượt để đi bộ trên những chỗ không có băng. Phần này bảo vệ lưỡi dao khỏi bụi hoặc vật liệu trên mặt đất nhưng có thể làm cùn lưỡi dao. Loại bao mềm cho lưỡi dao gọi là soakers (vỏ bằng nỉ) được dùng để hấp thụ hơi nước và bảo vệ lưỡi dao khỏi gỉ sét khi giày trượt không dùng đến. Trong thi đấu, người trượt băng có ba phút để sửa lại giày trượt.
Huấn luyện ngoài băng là thuật ngữ chỉ điều kiện tập luyện thể chất ngoài sân băng. Bên cạnh việc luyện tập thể chất thường xuyên, người trượt thực hiện các cú nhảy trên mặt đất (không có băng) để luyện tập đủ vòng xoay và độ cao của các cú nhảy và thực hành đáp đất bằng một chân. Mùa giải 2020-21 làm nhiều sân băng đóng cửa vì COVID-19, dẫn tới việc các vận động viên cần phải sử dụng đa dạng các bài tập huấn luyện ngoài băng và các phương pháp phù hợp.

## Sân băng và thiết bị cần thiết
Có một số loại kích thước của sân băng. Kích thước theo tiêu chuẩn Thế vận hội là 30m x 60m. Kích thước theo chuẩn của NHL (Liên đoàn Khúc côn cầu Quốc gia) là 26 m x 61 m. Trong khi đó, kích thước với tiêu chuẩn châu Âu đôi khi là 30 m x 64 m.  Liên đoàn Trượt băng Quốc tế ISU lựa chọn kích thước theo chuẩn Thế vận hội cho các giải trượt băng nghệ thuật, nhất là những sự kiện quan trọng. Theo luật ISU điều 342, một sân băng cho các sự kiện của ISU "nếu được, sân băng đó phải dài 60 m và rộng 30 m, không được rộng hơn, và không được hẹp hơn 56 m theo chiều dài và 26 m ở chiều rộng". Hệ thống chấm điểm sẽ trao điểm cho vận động viên có độ bao phủ mặt băng rộng. Kích thước theo tiêu chuẩn Thế vận hội tạo ra sự khác biệt rõ ràng về chất lượng và kĩ năng của các vận động viên nhưng chúng lại không tiện lợi cho tất cả các sự kiện. Sự khác biệt của kích thước sân băng gây ảnh hưởng đến việc thực hiện cú nhảy hoặc tốc độ di chuyển trên băng của vận động viên.
Chất lượng băng được đánh giá qua các tiêu chí: độ mịn, ma sát tốt, cứng và giòn. Các yếu tố ảnh hưởng đến chất lượng băng bao gồm nhiệt độ, chất lượng nước và thời gian sử dụng; mũi lưỡi trượt thường làm giảm chất lượng băng (do chúng tạo ra nhiều lỗ trên mặt băng). Trong trượt băng nghệ thuật, bề mặt băng thông thường phải có nhiệt độ từ −5,5°C đến −3,5°C. Trong đó, nhiệt độ băng cho các hạng mục của Thế vận hội là −3,5°C (băng mềm hơn), còn hạng mục Trượt băng đồng diễn là −5,5°C (băng cứng hơn). Thông thường, sau hai nhóm thi, máy tái tạo bề mặt băng sẽ làm sạch và làm mịn bề mặt băng. Chất lượng băng không tốt gây ảnh hưởng xấu tới bài thi của các vận động viên.

## Các hạng mục

### Các hạng mục trong Thế vận hội
Là một môn thể thao của Thế vận hội, trượt băng nghệ thuật bao gồm các hạng mục sau:
- Trượt băng Đơn (Singles): Gồm 2 hạng mục: Đơn nam và Đơn nữ. Các vận động viên tham gia hạng mục này phải trình diễn các cú nhảy, cú xoay, chuỗi bước di chuyển bằng chân, chuỗi bước biên đạo và một số thành phần (elements) khác trong bài thi của họ.
- Trượt băng Đôi nam nữ (Pairs skating): Gồm một nam và một nữ trượt cùng nhau. Hạng mục này trình diễn những thành phần trong bài thi như: cú nhảy quăng người (vận động viên nam sẽ 'quăng' người vận động viên nữ tạo thành cú nhảy), xoay nâng người (vận động viên nữ được nâng lên quá đầu vận động viên nam và thực hiện một trong các tư thế phức tạp), cú xoay cặp đôi (cả hai vận động viên sẽ xoay cùng nhau với một trục chung), cú xoay vòng xoắn,... và một số thành phần khác như là cú nhảy song song.
- Khiêu vũ trên băng (Ice dance): Cũng là một nam và một nữ cùng trượt với nhau. Khác với hạng mục Trượt băng Đôi nam nữ, hạng mục này tập trung vào các bước di chuyển chân phức tạp, được trình diễn bằng cách đóng - nhảy - giữ (close dance hold) cùng lúc với nhạc. Cú xoay nâng người không được thực hiện quá vai, và những cú nhảy sẽ không được phép sử dụng

Trong Thế vận hội Mùa đông 2014, lần đầu tiên trong lịch sử Thế vận hội Mùa đông, nội dung thi đấu nhóm - đồng đội được đưa vào chương trình thi đấu gồm đồng thời bốn hạng mục: Trượt băng Đơn nam, Đơn nữ, Đôi nam nữ và Khiêu vũ trên băng.

### Các hạng mục khác

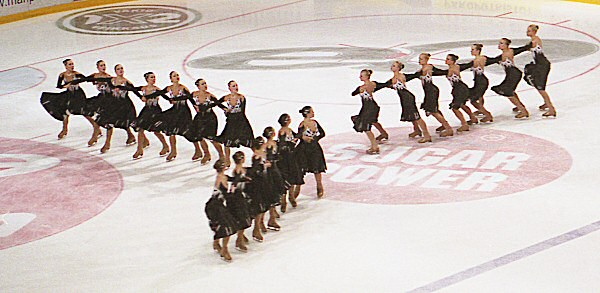
Cách sắp xếp hình bánh xe

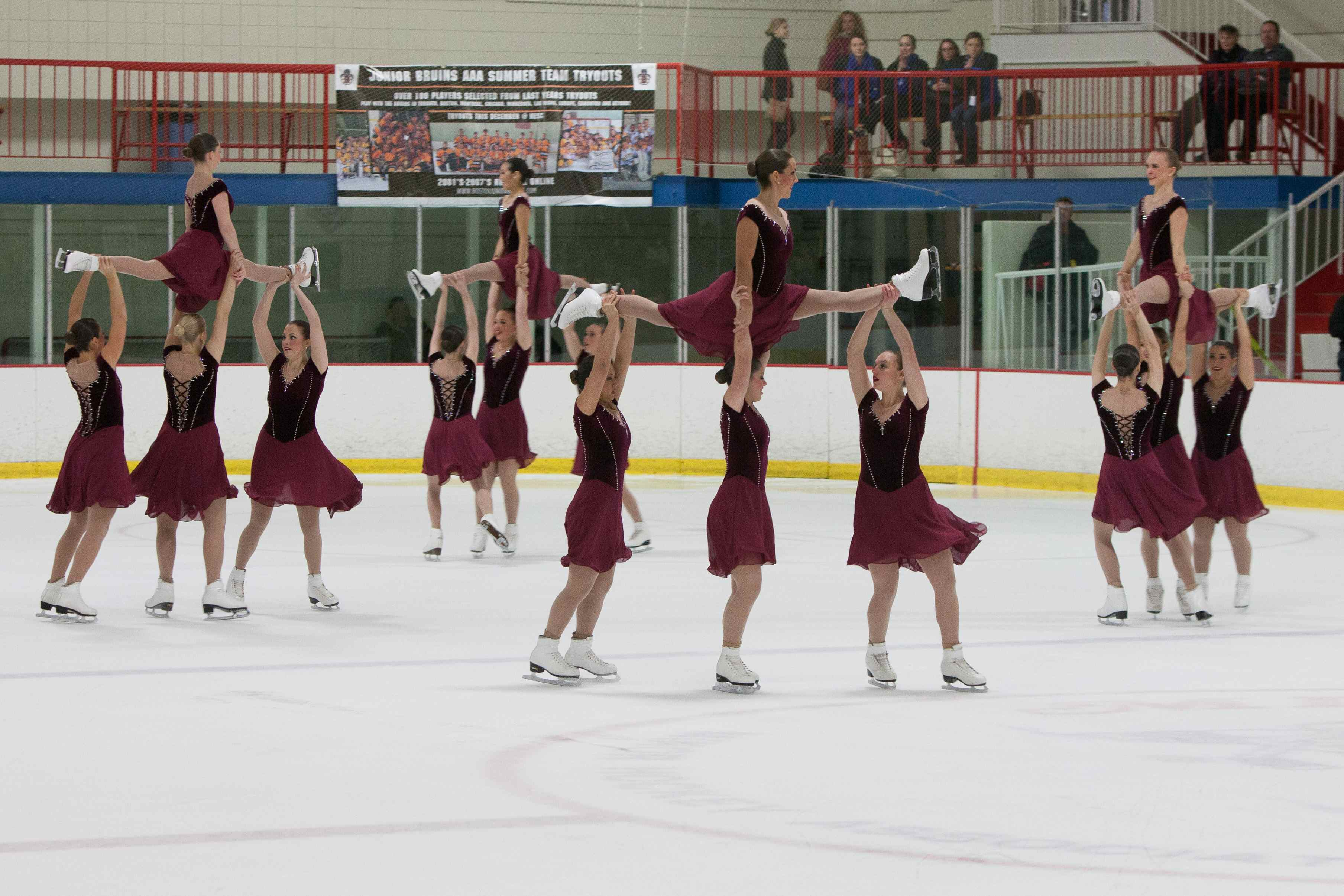
Động tác nâng người được biểu diễn bởi đội Haydenettes.

- Trượt băng đồng diễn (Synchronized skating): Là hạng mục đa giới tính (hầu hết đều là nữ) gồm 8 đến 20 vận động viên. Hạng mục này có hình thức gần giống Khiêu vũ trên băng, nhưng nó tập trung vào cách sắp xếp đội hình và các bước chuyển tiếp phức tạp giữa các nhóm thành viên (trong đội hình). Các cách sắp xếp cơ bản bao gồm hình bánh xe, khối, đường, hình tròn và giao nhau. Các vận động viên sẽ đồng loạt trình diễn những cách sắp xếp cần thiết và dễ thực hiện, đồng thời tăng thêm độ khó của các bước di chuyển chân trong những thành phần của bài thi. Hạng mục này đã được đề xuất để đưa vào Thế vận hội và đề xuất này đã được đệ trình lên Ủy ban Olympic Quốc tế vào tháng 09 năm 2014. ISU đã có đề xuất đưa hạng mục này vào Thế vận hội Mùa đông 2022, nhưng bất thành.[13][14]
- Vũ kịch trên băng (Theatre on Ice): Còn được biết đến là "múa Ballet trên băng" ở châu Âu. Đây là một dạng nhóm nhảy có ít cấu trúc hơn trượt băng đồng diễn và có sự tham gia của các đạo cụ cũng như trang phục sân khấu.
- Trượt băng bốn người (Four skating): Là hạng mục bao gồm hai nam và hai nữ, biểu diễn đồng loạt các thành phần của hạng mục Đơn và Đôi nam nữ, cũng như các yếu tố độc đáo do cả bốn vận động viên thực hiện.
- Vẽ hình trên băng (Special figures): Là một sự truy tìm để xây dựng các hình vẽ được thiết kế ban đầu trên băng. Đây đã từng là hạng mục nổi tiếng trong những ngày đầu xuất hiện của trượt băng nghệ thuật. Nó đã được đưa vào một lần ở Thế vận hội Mùa hè 1908.
- Trượt băng Adagio (Adagio skating): Một hình thức của Trượt băng Đôi nam nữ thường thấy nhất trong các ice show. Các vận động viên sẽ biểu diễn các động tác nâng người nhào lộn nhưng có ít hoặc không có những thành phần khác mà các cặp vận động viên thường trình diễn trong bài thi.
- Trượt băng nhào lộn (Acrobatic skating): Còn được biết đến là "Nhào lộn trên băng" hay "Trượt băng hết sức" (Extreme skating), là một sự kết hợp của xiếc nghệ thuật, kĩ năng về kĩ thuật của môn thể dục nghệ thuật và trượt băng nghệ thuật.

## Cuộc thi và chấm điểm
ISU là cơ quan chủ quản của các cuộc thi trượt băng nghệ thuộc quốc tế, kể cả giải Vô địch Thế giới và các sự kiện trượt băng nghệ thuật trong Thế vận hội Mùa đông. Các huy chương sẽ được trao cho các vận động viên dựa vào thứ hạng mà họ đạt được: huy chương Vàng cho người đứng thứ nhất, huy chương Bạc cho người đứng thứ hai và huy chương Đồng cho người đứng thứ ba. Thêm vào đó, ở các giải Vô địch Thế giới, châu Âu, Bốn châu lục, và Thiếu niên, ISU cũng trao những huy chương nhỏ dựa trên kết quả của từng bài thi (bài thi ngắn và bài thi tự do). Huy chương chỉ được trao cho một quốc gia duy nhất, ngay cả khi hai vận động viên đến từ hai quốc gia khác nhau (trong cùng một đôi nam nữ). Tuy nhiên, cặp đôi Ludowika Eilers và Walter Jakobsson khi nhận huy chương thì đã làm tăng thêm số huy chương của cả hai đất nước: Đức và Phần Lan. Đến đầu thế kỉ XX, tình huống này không còn xảy ra.
Trong cuộc thi trượt băng nghệ thuật ở hạng mục Đơn và Đôi nam nữ, các vận động viên sẽ tham dự hai bài thi: bài thi ngắn, là bài thi mà các vận động viên cần phải hoàn thành một loạt các cú nhảy, cú xoay và các bước chuyển động theo quy định; và bài thi tự do (còn được biết đến là bài thi dài), là bài thi mà các vận động viên được tự do lựa chọn và sắp xếp các cú nhảy, cú xoay và các bước chuyển động. Dưới Hệ thống 6.0 và Hệ thống Đánh giá Quốc tế, các giám khảo sẽ đánh giá sự hoàn hảo của bài thi dựa trên khả năng trình bày bài thi của vận động viên. Ví dụ, vận động viên thực hiện cú nhảy giỏi nhất không phải lúc nào cũng là vận động viên đứng đầu, bởi các giám khảo còn xem xét các khía cạnh khác như tốc độ trượt, những cú xoay, khả năng biểu diễn,....
Các cuộc thi trượt băng nghệ thuật cho hạng mục khiêu vũ trên băng thường diễn ra qua ba giai đoạn: bài khiêu vũ bắt buộc (có thể có một hoặc nhiều bài); bài nhảy theo mẫu (original dance, bài nhảy theo nhịp điệu khiêu vũ được biên soạn theo từng năm); và một bài nhảy tự do theo lựa chọn của vận động viên. Đến mùa giải 2010-11, hai bài thi đầu tiên được gộp thành bài khiêu vũ ngắn, bài thi cuối cùng vẫn được giữ nguyên.

### Hệ thống 6.0
Trước đây, các vận động viên được chấm điểm dựa trên các tiêu chí: "kĩ thuật trượt băng" (trong bài thi tự do), "các động tác được yêu cầu" (trong bài thi ngắn) và "trình bày" (trong cả hai bài thi). Điểm của mỗi tiêu chí dao động từ 0.0 đến 6.0, cao nhất là 6.0 điểm. Mỗi giám khảo sẽ chấm từng tiêu chí trong bài thi, theo thang đo như trên, và kết quả của các giám khảo sẽ được máy tính tổng hợp, xử lí và cho ra vị thứ bài thi của vận động viên. Khi các vận động viên hoàn thành cả hai bài thi, điểm số sẽ được tính toán lại dựa trên vị thứ của hai bài thi, trong đó bài thi tự do có trọng số lớn hơn bài thi ngắn.Vị thứ được sắp xếp từ thấp đến cao, và từ đó ta sẽ biết được ai là người chiến thắng (người thắng cuộc là người có vị thứ nhỏ nhất). Tuy vậy, hệ thống này có nhược điểm là không chấm điểm chi tiết đến từng thành phần của bài thi, dẫn tới việc các vận động viên, các huấn luyện viên, và các giám khảo không thể biết được ai là người trình diễn tốt hơn. Hệ thống không đảm bảo được tính nhất quán giữa các giám khảo, do một bài thi có nhiều thành phần, giám khảo phải gộp chung để chấm mà không thể nhớ rõ từng thành phần. Hệ thống cũng không giúp các huấn luyện viên và các vận động viên biết được động tác nào còn yếu, cần cải thiện ở đâu, ....

### Hệ thống Đánh giá Quốc tế (International Judging System)[19]
Vào năm 2004, sau vụ tranh cãi về việc chấm điểm theo Hệ thống 6.0 ở Thế vận hội Mùa đông 2002, ISU đã đưa ra Hệ thống Đánh giá Quốc tế, được áp dụng cho tất cả các giải quốc tế vào năm 2006, kể cả Thế vận hội Mùa đông 2006.
Khi hệ thống này đi vào hoạt động, các giám khảo đã tính điểm chi tiết đến từng thành phần (cú nhảy, cú xoay, ...) trong bài thi, tổng điểm của các thành phần sẽ là điểm kĩ thuật (TES - Total Element Score). Các bài thi được giới hạn số lượng thành phần theo luật định. Mỗi thành phần sẽ được chuyên gia kĩ thuật đánh giá độ khó qua điểm cơ bản (base value). Các chuyên gia kĩ thuật sẽ quan sát video tua lại, để đánh giá chính xác xem vận động viên đã thực hiện cú nhảy nào. Một hội đồng gồm 12 giám khảo sẽ cho điểm dựa trên chất lượng và khả năng hoàn thành thành phần này. Đây được gọi là điểm thực hiện (GOE - Grade of Execution), là một số nguyên dao động từ -3 đến +3. Từ mùa giải 2018-19, điểm thực hiện đã được mở rộng ra thành từ -5 đến +5. Sau đó, hệ thống máy tính lựa chọn ngẫu nhiên điểm thực hiện của 9 giám khảo, loại bỏ điểm cao nhất và điểm thấp nhất trong số đó, tính trung bình cộng của 7 điểm còn lại, và cho ra điểm thực hiện của thành phần đó. Điểm thực hiện sẽ được cộng vào điểm cơ bản, kết quả của phép cộng trên chính là điểm cuối cùng của thành phần.
Bên cạnh đó, các giám khảo cũng sẽ cho điểm trình bày (PCS - program components score), là những khía cạnh hoặc các phần chưa được xem xét đến trong điểm kĩ thuật. Điểm trình bày là tổng điểm của năm tiêu chí sau:
1. Kĩ năng trượt băng (skating skills - SS): chấm điểm dựa trên kĩ năng sử dụng lưỡi trượt, khả năng bao phủ bề mặt băng, tốc độ trượt và khả năng tăng tốc, khả năng kiểm soát đường cong (curves), khả năng trượt đa hướng, khả năng trượt bằng một chân (không lạm dụng trượt bằng hai chân).
2. Các bước đổi hướng (Transitions - TR).
3. Khả năng trình bày (Performance - PE).
4. Biên đạo (Composition - CO).
5. Khả năng diễn đạt theo nhạc (Interpretation of the Music - IN).

Mỗi tiêu chí ở trên được chấm theo thang điểm 10, độ chia nhỏ nhất là 0.25. Điểm 5 được hiểu là "đạt mức trung bình". Cách tính điểm sẽ khá giống với cách tính điểm thực hiện (GOE, như ở trên). Sau đó, điểm số của từng thành phần sẽ được nhân với hệ số điểm. Hệ số điểm này sẽ khác nhau giữa các cấp độ, các hạng mục và các bài thi. Tổng điểm năm tiêu chí trên (sau khi nhân với hệ số điểm) sẽ là điểm trình bày.
Điểm số của bài thi chính là tổng của điểm kĩ thuật và điểm trình bày. Các vận động viên sẽ được xếp hạng dựa trên tổng điểm của hai bài thi, rồi sau đó sẽ tìm được người chiến thắng.

## Các thành phần bài thi và bước di chuyển
Mỗi thành phần trong bài thi đều nhận được điểm căn cứ vào điểm cơ bản và mức độ hoàn thành thành phần đó. Tổng điểm của các thành phần đó chính là điểm kĩ thuật (TES). Ở các cuộc thi, một chuyên gia kĩ thuật (technical specialist) sẽ xác định các thành phần và độ khó của mỗi thành phần, với phạm vi từ Level B (Basic, cơ bản) đến Level 4 (khó nhất). Một ban giám khảo sẽ chấm mức độ hoàn thành mỗi thành phần, dao động từ -5 đến +5, dựa vào vận động viên đó thực hiện tốt/xấu như thế nào. ISU quy định rằng, bài thi ngắn có bảy thành phần và bài thi tự do có tối đa mười ba thành phần.
ISU xác định rằng một cú ngã như là một sự mất kiểm soát khi thực hiện bài thi. Vận động viên bị ngã khi phần lớn trọng lượng cơ thể của họ không được đặt trên lưỡi dao mà được hỗ trợ bởi tay, chân, mông, lưng.

### Các cú nhảy
| Kí hiệu ISU | Các cú nhảy |
| Eu          | Euler       |
| T           | Toe loop    |
| S           | Salchow     |
| Lo          | Loop        |
| F           | Flip        |
| Lz          | Lutz        |
| A           | Axel        |
| ----------- | ----------- |

Các cú nhảy chính là cách vận động viên nhảy lên không trung, quay một hay nhiều vòng rồi đáp xuống mặt băng. Có rất nhiều cú nhảy, được xác định bởi cách vận động viên đó nhảy lên và/hoặc đáp xuống, cũng như số vòng quay trên không được hoàn thành.
Mỗi cú nhảy nhận được điểm tùy theo điểm cơ bản và điểm thực hiện. Chất lượng hoàn thành, kĩ thuật, độ cao, tốc độ, độ mượt mà và độ bao phủ mặt băng là các tiêu chí để chấm điểm. Một cú nhảy thiếu vòng (under-rotated jump, kí hiệu '<') có nghĩa là cú nhảy "thiếu ¼ vòng, nhưng thiếu ít hơn ½ vòng" và nhận 70% điểm cơ bản. Một cú nhảy hạ cấp (downgraded jump, kí hiệu '<<') có nghĩa là cú nhảy "thiếu ½ vòng hay nhiều hơn". Một cú nhảy ba vòng bị hạ cấp được xem như là một cú nhảy hai vòng, và một cú nhảy hai vòng bị hạ cấp được hiểu là cú nhảy một vòng.
Không rõ cạnh lưỡi trượt (kí hiệu '!') là việc vận động viên đáp xuống mặt băng với cạnh lưỡi trượt không đủ nghiêng sâu sau khi thực hiện một cú nhảy. Sai cạnh lưỡi trượt (kí hiệu 'e') là việc vận động viên đó đáp xuống sai cạnh sau khi thực hiện cú nhảy. Phần rãnh nằm ở phần dưới của lưỡi dao, tạo ra hai cạnh lưỡi trượt, trong và ngoài. Cạnh trong của lưỡi trượt ở gần người trượt nhất, còn cạnh ngoài lại ở xa người trượt nhất, và cạnh phẳng (flat edge) đề cập đến việc người trượt trượt trên hai cạnh cùng lúc là điều không được khuyến khích. Chúng ảnh hưởng đến điểm cơ bản và/hoặc điểm thực hiện. Khi nhảy sai cú Flip, người ta gọi đó là Lip, và khi nhảy sai cú Lutz, người ta gọi đó là cú Flutz.
Vào năm 1982, ISU ban hành một luật rằng, một vận động viên có thể trình diễn mỗi loại cú nhảy ba vòng đúng một lần trong một bài thi, hoặc hai lần nếu chúng kết hợp thành một tổ hợp cú nhảy hoặc chuỗi cú nhảy. Trong một chuỗi cú nhảy, mỗi cú nhảy trong nó phải được thực hiện liên tiếp bằng cạnh đã đáp xuống trước đó, trong đó không có bước di chuyển chân, bước đổi hướng hay thay đổi cạnh lưỡi trượt giữa các cú nhảy. Cú nhảy Toe loop và Loop thường được biểu diễn ở nửa sau bài thi hay ở cú nhảy thứ ba của nửa sau bài thi vì chúng được đáp xuống bằng cạnh ngoài đằng sau của chân đáp xuống, hay chân trượt. Để trình diễn cú nhảy Salchow hay Flip ở cú nhảy cuối cùng trong một tổ hợp, cú nhảy Euler sẽ được dùng để kết nối cú nhảy thứ nhất với cú nhảy thứ ba (là Flip hay Salchow) trong tổ hợp đó. Ngược lại, chuỗi cú nhảy là một bộ cú nhảy được nối tiếp bằng các cú nhảy không có trong bảng điểm hoặc các bước di chuyển. Chuỗi cú nhảy như vậy có giá trị là 80% điểm tổng của các cú nhảy được thực hiện.
Vận động viên trượt băng nghệ thuật chỉ cần nhảy theo một hướng nhất định, cho dù là cùng chiều hay ngược chiều kim đồng hồ. Hầu hết các vận động viên đều nhảy ngược chiều kim đồng hồ. Vì thế, tất cả các cú nhảy đều được hướng dẫn theo hướng ngược chiều kim đồng hồ cho các vận động viên.
Có 7 cú nhảy được xem như là các thành phần của bài thi. Tất cả đều được đáp xuống bằng cạnh ngoài đằng sau (với chiều xoay là ngược chiều kim đồng hồ, cho cú nhảy một hay nhiều vòng), nhưng sẽ có những kiểu dậm nhảy khác nhau, có thể phân biệt được. Có hai loại cú nhảy, đó là cú nhảy bằng cạnh lưỡi trượt và cú nhảy bằng mũi lưỡi trượt. Ở bảng trên, độ khó của các cú nhảy tăng dần từ trên xuống dưới.
Số vòng quay của cú nhảy được biểu diễn trong không trung theo thứ tự là một vòng (single), hai vòng (double), ba vòng (triple), bốn vòng (quadruple hay quad). Cú nhảy đơn giản nhất là Waltz có thể thực hiện trong nửa vòng, nên sẽ không xếp vào cú nhảy một, hai, ba hay bốn vòng. Ở hạng mục trưởng thành, vận động viên nam thường biểu diễn các cú nhảy ba hay bốn vòng trong một cuộc thi. Các cú nhảy ba vòng và hai vòng Axel thường do các vận động viên nữ thực hiện. Rất ít vận động viên nữ thuộc hạng mục này có thể biểu diễn các cú nhảy bốn vòng. Mới chỉ có hai vận động viên nữ, Miki Ando đã thực hiện thành công cú nhảy bốn vòng Salchow vào tháng 12 - 2002, và Alexandra Trusova, người đã đáp xuống cú bốn vòng Toe loop (và cú Salchow bốn vòng thứ hai) vào tháng 3 - 2018. Cả hai vận động viên nữ này đều ở hạng mục thiếu niên. Alexandra Trusova là vận động viên nữ đầu tiên đáp xuống hai cú nhảy bốn vòng trong một cuộc thi, cú nhảy bốn vòng Salchow và cú bốn vòng Toe loop. Cô mới chỉ 13 tuổi vào lúc đó.
Một số vận động viên ưu tú có thể hoàn thành một cú nhảy chỉ trong vòng một giây (hoặc ít hơn), với độ cao là 26 inch (khoảng 0,66 m), độ dài là 10 feet (khoảng 3,05 m). Tốc độ dậm nhảy của một cú nhảy có thể lên tới 15 mph. Thông thường, các vận động viên sẽ trượt ra sau để có đủ sức mạnh và tốc độ thực hiện cú nhảy.

#### Cú nhảy bằng mũi lưỡi trượt
Cú nhảy bằng mũi lưỡi trượt được thực hiện bằng cách đập mũi lưỡi trượt của giày vào mặt băng, và sử dụng lực đập đó để nhảy lên trong không trung cùng với chân bên cạnh. Các cú nhảy bằng mũi lưỡi trượt là (theo thứ tự điểm số tăng dần):
1. Toe loop
2. Flip
3. Lutz

#### Cú nhảy bằng cạnh lưỡi trượt
Cú nhảy bằng cạnh lưỡi trượt thì không có sự trợ giúp của mũi lưỡi trượt, và bao gồm các cú nhảy sau (theo thứ tự điểm số tăng dần):
1. Salchow
2. Loop
3. Axel

#### Các cú nhảy khác
Ngoài các cú nhảy chính trên thì còn các cú nhảy khác thường được trình diễn như cú nhảy một vòng, và trong hạng mục Elite Skating (tạm dịch: Trượt băng Ưu tú), các vận động viên sử dụng các cú nhảy đó như các bước di chuyển hoặc điểm nhấn trong chuỗi bước di chuyển chân. Những cú nhảy đó là: nửa vòng Toe loop (cú nhảy ballet), nửa vòng Loop, nửa vòng Flip, inside Axel, Axel một chân, và cú nhảy Split.
Có hai loại cú nhảy Split:
- Cú nhảy Split kiểu Nga.
- Cú nhảy Split nữ.

### Các cú xoay
Các cú xoay là một trong những thành phần của mỗi bài thi trong các hạng mục ở Thế vận hội. Có ba kiểu xoay cơ bản với rất nhiều các biến thể khác nhau:
- Cú xoay Upright với các biến thể là layback, biellmann, haircutter, layover, layback, attitude và pearl.
- Cú xoay Sit với các biến thể là pancake, broken leg, tuck behind, cannonball, flying và clam.
- Cú xoay Camel với các biến thể là catch-foot, layover, flying và donut.

Các cú xoay có thể biểu diễn riêng hoặc nằm trong chuỗi cú xoay kết hợp có đầy đủ các kiểu xoay; chuỗi cú xoay kết hợp còn được gọi là chuỗi cú xoay.
Vận động viên trượt băng nghệ thuật phải xoay theo một hướng, có thể là theo chiều kim đồng hồ hay ngược lại. Đa số các vận động viên thường xoay ngược chiều kim đồng hồ, số khác thì ngược lại. Một số ít vận động viên có thể xoay theo cả hai hướng. Cú xoay có thể biểu diễn bằng cả hai chân.
Khi biểu diễn một số cú xoay, những vận động viên chuyên nghiệp có thể hoàn thành nó với tốc độ 6 vòng/giây, và có thể lên tới 70 vòng trong cú xoay đơn. Nhưng điều này rất ít thấy trong các cuộc thi ngày nay vì điều này không giúp cho cú xoay có thêm điểm.
Một cú xoay có thể thực hiện ngay sau cú nhảy (hay một chuỗi cú nhảy) hoặc không. Những cú xoay thực hiện ngay sau một cú nhảy (hoặc chuỗi cú nhảy) gọi là cú xoay flying; chúng bao gồm flying camel, flying sit spin, death drop, và butterfly spin. Cú xoay flying có thể được thực hiện như là một phần của tổ hợp cú xoay.
Trong hạng mục Đôi nam nữ, cú xoay có thể biểu diễn đồng thời bởi cả hai vận động viên với cách thực hiện giống nhau. Ngoài ra, hạng mục Đôi nam nữ và Khiêu vũ trên băng còn có cú xoay cặp đôi (pair spin) và cú xoay khiêu vũ (dance spin), trong đó cả hai vận động viên đều ở sát nhau và xoay cùng một trục.

### Cú nâng người
Cú nâng người là thành phần cần thiết trong bài thi của hạng mục Đôi nam nữ và Khiêu vũ trên băng.

#### Nâng người cặp đôi
Đại đa số cú nâng người được thực hiện quá đầu. Theo luật của ISU cho những cuộc thi ở hạng mục trưởng thành, vận động viên nam cần xoay nhiều hơn 1 vòng và ít hơn 3,5 vòng. Trong những cuộc thi, cú nâng người cần phải di chuyển ở trên băng để tính điểm kĩ thuật. Cú xoay nâng người cố định sẽ có trong chuỗi các bước biên đạo (choreographic sequences).
Giám khảo sẽ nhìn vào tốc độ, độ bao phủ mặt băng, chất lượng tư thế của vận động viên nữ, cách đổi tư thế, sự ổn định và sạch sẽ của vận động viên nam. Các vận động viên có thể tăng điểm số của mình bằng cách thực hiện những động tác khó khi bắt đầu và khi kết thúc. Độ khó sẽ thể hiện qua một Level nhất định. Level càng cao thì vận động viên càng nhận được nhiều điểm.
Nhảy nâng người là một kiểu đôi nâng người (pair lift). Vận động viên được nâng sẽ phải xoay trong không trung, và sẽ được đỡ bởi bạn nhảy. Vận động viên nam đỡ phần eo của vận động viên nữ, và vận động viên nữ đáp xuống bằng cạnh trong đằng sau. Một số đôi sẽ thực hiện thêm cú Split trước khi nhảy nâng người. Nếu chân của vận động viên tạo ra một góc 45° so với trục cơ thể và nó thẳng/gần như thẳng thì đây là một cú nâng người khó trong bài thi. Điểm số sẽ tăng hay giảm tùy vào độ cao, các bước di chuyển của cú nhảy nâng người, tốc độ quay,... Đây là thành phần được xếp Level.

## Bảng xếp hạng quốc tế và điểm cao nhất mùa giải

### Điểm cao nhất mùa giải (Season's best - SB)
Điểm cao nhất mùa giải của một vận động viên/cặp đôi là điểm cao nhất mà họ đạt được trong từng mùa giải. Đó có thể là tổng điểm cao nhất của hai bài thi, hoặc điểm cao nhất của từng bài thi mà vận động viên/cặp đôi đã đạt được. Điểm này chỉ tính cho các giải đấu quốc tế được công nhận; các giải đấu quốc gia hoặc một vài giải đấu quốc tế khác sẽ không được tính. Bảng xếp hạng điểm cao nhất mùa giải của từng vận động viên/cặp đôi có thể sẽ được dùng để quyết định người tham gia mùa giải Grand Prix tiếp theo.
Các vận động viên và các cặp đôi cũng sẽ có điểm cá nhân cao nhất (personal best - PB), là điểm số cao nhất mà vận động viên/cặp đôi đạt được trong cả sự nghiệp của họ. Tuy nhiên, điểm số này không thể đưa ra để so sánh cho luật chấm điểm được thay đổi liên tục. Chính vì vậy, điểm cao nhất mùa giải được ISU coi trọng hơn vì có tính so sánh cao hơn, trong một mùa giải.

### Bảng xếp hạng quốc tế
Bảng xếp hạng quốc tế của một vận động viên/một cặp đôi được tính toán dựa trên kết quả ở mùa giải hiện tại và hai mùa giải trước đó. Các vận động viên nhận được điểm số dựa vào thứ hạng của các giải và độ quan trọng của giải đấu đó. Đây là các giải mà vận động viên được tính điểm:
- Các giải Vô địch (Vô địch Thế giới, Vô địch châu Âu, Vô địch Bốn Châu lục, Vô địch Thiếu niên) và Thế vận hội Mùa đông: Kết quả tốt nhất tính theo điểm số cho mỗi mùa; Hai kết quả tốt nhất tính theo điểm số qua ba mùa giải.
- Các giải Grand Prix trượt băng nghệ thuật và giải Grand Prix Final (cho hạng mục trưởng thành và hạng mục thiếu niên): Hai kết quả tốt nhất tính theo điểm số cho mỗi mùa; Bốn kết quả tốt nhất tính theo điểm số qua ba mùa giải.
- Các giải đấu quốc tế hàng năm cho hạng mục trưởng thành: Hai kết quả tốt nhất tính theo điểm số cho mỗi mùa; Bốn kết quả tốt nhất tính theo điểm số qua ba mùa giải.

Sau khi kết thúc mùa giải Vô địch Thế giới, đến mùa giải tiếp theo, điểm số trở về 0. Nếu một cặp đôi phải thay đôi bạn diễn, điểm số của cặp đôi mới sẽ trở về 0 (bởi không thể chuyển đổi điểm số xếp hạng quốc tế khi các đôi nam nữ được lập mới, cho hạng mục Đôi nam nữ và hạng mục Khiêu vũ trên băng).
Các xếp hạng này không đủ để phản ánh khả năng của vận động viên. Do sự giới hạn về số lượng lượt tham dự giải đấu (mỗi quốc gia không được cử đi nhiều hơn ba vận động viên) và số lượng vận động viên cấp cao ở mỗi quốc gia, các vận động viên ở một số quốc gia sẽ gặp khó khăn khi họ cần phải đảm bảo đủ điều kiện để tham dự các giải đấu. Do đó, để đảm bảo tính công bằng, một vận động viên có SB thấp hơn, nhưng họ lại đến từ một đất nước có ít vận động viên chất lượng hơn sẽ được tạo điều kiện tốt hơn để tham dự giải đấu. Kết quả của việc này chính là một vận động viên thường xuyên đạt điểm cao có thể có xếp hạng quốc tế thấp hơn.
Bảng xếp hạng mùa giải quốc tế của một vận động viên/cặp đôi sẽ được tính toán gần giống với bảng tổng sắp quốc tế (overall world standing), nhưng phải dựa trên kết quả của mùa giải hiện tại.

## Âm nhạc và trang phục

### Âm nhạc
Với các bài thi, các vận động viên trượt băng nghệ thuật chỉ được lựa chọn bài nhạc không lời, không được lựa chọn các bài hát có lời (trừ trường hợp có ca sĩ hát nhưng ca sĩ không hát thành lời hoặc không có lời nói, từ ngữ). Từ mùa giải 1997-98, ISU bắt đầu cho phép các bài hát có lời trong bài thi khiêu vũ trên băng. Mặc dù điều này không được áp dụng cho hạng mục Đơn nam, Đơn nữ, Đôi nam nữ, các giám khảo thường không chỉ trích vấn đề này nếu có xuất hiện. Ở giải Vô địch Thế giới 2011, Florent Amodio đã chọn bài hát có lời để tham dự bài thi tự do, nhưng không bị trừ điểm do phần lớn các giám khảo không đồng ý việc này. Vào tháng 6 năm 2012, ISU bắt đầu cho phép các vận động viên ở mọi hạng mục lựa chọn nhạc có lời để tham gia thi đấu kể từ mùa giải 2014-15.
Các vận động viên sẽ cần đến các biên tập viên âm nhạc chuyên nghiệp để lựa chọn bài nhạc sao cho phù hợp với các quy định. Các vận động viên khiêu vũ trên băng phải chọn bài nhạc có giai điệu hoặc nhịp điệu rõ ràng. Các vận động viên đơn nam, đơn nữ và đôi nam nữ thường lựa chọn bài nhạc có giai điệu và từ ngữ phù hợp với họ. Với bài thi tự do, vận động viên trượt băng nghệ thuật thường lựa chọn bài nhạc có nhiều cảm xúc và nhiều tiết tấu khác nhau. Bài nhạc cho đêm gala thường sẽ được thoải mái hơn bài nhạc thi đấu.

### Trang phục
Các vận động viên được tự do lựa chọn trang phục, nhưng có một vài hạn chế. Trong thi đấu, vận động viên nữ thường mặc váy, với một vài hoạ tiết phù hợp, và đến 2004, họ có thể chọn quần dài. Các vận động viên nữ cũng có thể dùng quần legging hoặc quần bó màu da, có thể đủ dài để che giày trượt. Các vận động viên nam phải mặc quần dài mà không được mặc quần bó (dù việc mặc quần bó không bị trừ điểm). Việc mặc đồ đôi không phải là điều bắt buộc trong hạng mục Đôi nam nữ và Khiêu vũ trên băng.
Trang phục thi đấu trượt băng nghệ thuật rất đa dạng, từ những thiết kế đơn giản cho đến những bộ trang phục cầu kì với những hạt cườm và hoạ tiết. Các vận động viên và gia đình có thể tự thiết kế trang phục, đôi khi vẫn cần sự hỗ trợ từ huấn luyện viên và biên đạo, hoặc có thể nhờ một chuyên gia thiết kế thời trang. Do đó, một bộ trang phục cho một bài thi có thể lên đến hàng nghìn đô la Mỹ.
Theo các quy định hiện hành của ISU, trang phục trong các giải đấu phải đảm bảo tính công bằng, kín đáo, và phù hợp với bài thi. Các vận động viên sẽ bị trừ điểm nếu họ để rơi một bộ phận trên trang phục xuống mặt băng. Các phụ kiện hoặc đạo cụ thường không được cho phép trong các cuộc thi.

## Các điều kiện

### Điều kiện về tuổi
Để tham gia hạng mục trưởng thành ở các giải quốc tế vào năm nay, vận động viên phải đủ 15 tuổi trở lên trước ngày 01 tháng 07 của năm trước. Với hạng mục thiếu niên, vận động viên phải đủ 13 tuổi và dưới 19 tuổi trước ngày 01 tháng 07 của năm trước (dưới 21 tuổi với vận động viên nam tham gia hạng mục Đôi nam nữ và Khiêu vũ trên băng). Ví dụ, Adelina Sotnikova sinh ra trước ngày 01 tháng 07 năm 1996 một vài giờ ở Nga; vì vậy, cô ấy không đủ điều kiện về tuổi để tham gia các giải đấu thiếu niên trước năm 2011 và các giải đấu trưởng thành trước năm 2013. Một số quốc gia không có điều kiện về tuổi cho các vận động viên tham gia giải đấu không phải của ISU tổ chức. Khi đó, họ chỉ có thể tham gia giải đấu trưởng thành quốc gia và không đủ tuổi để tham gia giải đấu trưởng thành quốc tế.
ISU đã thay đổi luật về tuổi một vài lần. Trước những năm 1990, tuổi nhỏ nhất dành cho các vận động viên trưởng thành là 12. Luật mới được đưa ra vào năm 1996, quy định các vận động viên phải đủ 15 tuổi trước ngày 01 tháng 07 của năm trước để tham gia các giải đấu quốc tế. Tháng 07 năm 2014, con số này lùi về 14, và lại tăng lên 15 sau đó. Hiện nay, ISU đã thông qua luật về tuổi mới, quy định các vận động viên trưởng thành phải đủ 17 tuổi kể từ mùa giải 2024-25.
Mao Asada là một vận động viên Nhật Bản đủ tuổi tham gia giải Grand Prix Final trong mùa giải 2005-06, nhưng cô ấy lại không được tham gia Thế vận hội. Ở giải Vô địch Thế giới 2008, Hoa Kỳ buộc phải đưa các vận động viên xếp thứ 5 và thứ 7 trong cuộc thi quốc gia vì các vận động viên xếp hạng cao hơn chưa đủ tuổi tham gia (trong đó có một vận động viên chỉ còn 20 ngày nữa là đủ điều kiện). ISU đã nghiêm túc thực hiện điều luật này trong một vài năm trở lại đây. Tuy nhiên, vận động viên đôi nam nữ Natasha Kuchiki đã được tham gia thi đấu ở giải Vô địch Thế giới 1990 khi cô thiếu hai tuổi (so với điều kiện). Một kẽ hở trong luật đã tồn tại trong nhiều năm làm cho một số vận động viên chưa đủ tuổi vẫn có thể đoạt huy chương trong các giải đấu thiếu niên quốc tế.
Trượt băng nghệ thuật trước đây đã từng trải qua một thời gian mà các vận động viên giả mạo tuổi tác. Ngày 14 tháng 02 năm 2011, chín vận động viên Trung Quốc, gồm năm vận động viên nữ chưa đủ tuổi và bốn vận động viên nam quá tuổi, đã làm dấy lên câu hỏi về tuổi tác sau khi Associated Press phát hiện ra điều này trên trang web của Hiệp hội Trượt băng nghệ thuật Trung Quốc. Sau đó trang web này đã gỡ bỏ các thông tin trên vào ngày hôm sau. Đến ngày 17 tháng 02, ISU xác nhận rằng ba vận động viên trong số đó thông báo đúng tuổi của mình trong hộ chiếu, bản đăng kí và website của hiệp hội. Các vận động viên Trung Quốc đã phải đối mặt với nhiều áp lực vì vụ việc này.

### Các điều kiện khác
Các vận động viên có thể đại diện cho quốc gia mà mình chưa mang quốc tịch trong hầu hết các giải đấu, ngoại trừ Thế vận hội.
Ở hầu hết các giải đấu quốc tế, mỗi quốc gia được cử đi tối đa ba vận động viên cho mỗi hạng mục. Điều này dẫn tới việc một vận động viên có điểm cao nhất mùa giải sẽ không thể tham gia giải đấu quốc tế nếu quốc gia của họ có nhiều vận động viên giỏi trong hạng mục họ thi đấu. Một số vận động viên sẽ lợi dụng kẽ hở để có được suất tham gia giải đấu bằng cách đại diện cho quốc gia khác. ISU đã hạn chế điều này bằng cách đặt ra điều luật cấm vận động viên thi đấu trong một khoảng thời gian. Năm 2010 quy định lệnh cấm trong vòng 24 tháng hoặc nhiều hơn kể từ giải Vô địch ISU cuối cùng mà vận động viên đó thi đấu. Năm 2012 lại có sự điều chỉnh, cấm tham gia ít nhất 18 tháng đối với vận động viên đơn nam, đơn nữ và ít nhất 12 tháng với các đôi nam nữ và vận động viên khiêu vũ trên băng.
Các vận động viên có thể không được tham gia giải đấu quốc tế nếu họ tham gia các giải đấu không được công nhận.
Kể từ mùa giải 2010-11, điểm số tối thiểu đã được áp dụng trong giải Vô địch Thế giới, Vô địch châu Âu và Vô địch Bốn châu lục. Một điểm số tối thiểu khác được áp dụng cho chuỗi giải Grand Prix vào mùa giải sau đó.

## Lịch sử
Cách đây rất nhiều thế kỉ, con người đã biết cách để trượt băng nghệ thuật. Dù vậy, môn thể thao này lại mới nổi trong khoảng giữa thế kỉ XIX trở lại đây. A Treatise on Skating (Chuyên luận về Trượt băng nghệ thuật - 1772) được Wekshman Lt. 'Captain' Robert Jones hoàn thiện, là cuốn sách về trượt băng nghệ thuật đầu tiên được biết đến. Tác giả đã thiết kế ra giày trượt, và sớm được hoàn thiện hơn bởi Xưởng chế tạo Riccard ở London.
Các giải đấu được tổ chức theo "phong cách của người Anh", vốn rất cứng nhắc và có rất ít sự tương đồng với trượt băng nghệ thuật hiện đại. Chỉ có một vài động tác trượt băng nghệ thuật được biểu diễn vào thời đó và không có sự thay đổi kĩ thuật trượt băng. Đến khoảng giữa những năm 1800, Jackson Haines đưa ra nhiều cải tiến cho môn thể thao này. Ông đã giới thiệu một phong cách trượt băng nghệ thuật mới, kết hợp đa dạng các kĩ thuật và dần dần trở nên phổ biến trên thế giới. Kể từ đó, ông được xem là "cha đẻ của trượt băng nghệ thuật hiện đại".

### Thời kì đầu của những năm 1900
Liên đoàn Trượt băng Quốc tế (International Skating Union - ISU) được thành lập vào năm 1892. Giải Vô địch Trượt băng nghệ thuật châu Âu đầu tiên được tổ chức ở Hamburg, Đức vào năm 1891 và giải Vô địch Trượt băng nghệ thuật Thế giới lần đầu diễn ra vào năm 1896 ở Saint Petersburg, Nga. Thời đó, chỉ có nam giới mới có quyền thi đấu. Đến năm 1902, nữ giới lần đầu tiên xuất hiện trong giải Vô địch Thế giới, và cùng thi đấu chung với nam giới. Madge Syers là nữ vận động viên đầu tiên đạt giải, xếp thứ hai sau vận động viên người Thuỵ Điển Ulrich Salchow. ISU đã nhanh chóng cấm các vận động viên nữ thi đấu cùng với các vận động viên nam và thành lập giải đấu dành cho nữ giới vào năm 1906. Hạng mục Đôi nam nữ lần đầu xuất hiện vào năm 1908 ở giải Vô địch Thế giới, và huy chương đầu tiên được trao cho cặp đôi người Đức Anna Hübler và Heinrich Burger.
Trượt băng nghệ thuật là môn thể thao mùa đông đầu tiên ở Thế vận hội; môn thể thao này được xuất hiện vào Thế vận hội Mùa hè 1908 ở London. Ngày 20 tháng 03 năm 1914, một giải vô địch trượt băng nghệ thuật quốc tế được tổ chức ở New Heaven, Connecticut, tiền thân của giải Vô địch Quốc gia Mỹ và Canada. Giải này sau đó đã phải hoãn lại do Chiến tranh thế giới thứ nhất.
Vào những năm 1920 và 1930, trượt băng nghệ thuật được vận động viên người Na Uy Sonja Henie thống trị. Bà đã biến sự thành công trong thi đấu thành một sự nghiệp sinh lợi với vai trò là một ngôi sao điện ảnh và một vận động viên trượt băng lưu diễn, cùng với việc đặt ra một chuẩn thời trang cho các vận động viên nữ với váy ngắn và giày trắng. Các vận động viên nam đỉnh cao trong thời kì này là Gillis Grafström (Thuỵ Điển) và Karl Schäfer (Áo).

### Sau Chiến tranh thế giới thứ hai
Các giải đấu trượt băng nghệ thuật đã bị hoãn lại vì Chiến tranh thế giới thứ hai. Sau cuộc chiến tranh, rất nhiều sân băng ở châu Âu đang bị ngập trong đống đổ nát, làm cho các vận động viên ở Mỹ và Canada dần chiếm ưu thế ở các giải đấu quốc tế. Đồng thời, họ cũng giới thiệu các kĩ thuật mới cho môn thể thao này. Dick Button, nhà vô địch Thế vận hội Mùa đông năm 1948 và 1952, là vận động viên đầu tiên biểu diễn cú nhảy Axel hai vòng và cú nhảy Loop ba vòng, cùng với cú xoay flying camel.
Giải Vô địch Trượt băng nghệ thuật Thế giới trước đây đã không có hạng mục Khiêu vũ trên băng cho tới năm 1952. Trong những năm đầu xuất hiện, cặp đôi vận động viên người Anh đã làm chủ hạng mục này, và cho đến năm 1960, huy chương luôn được trao cho các cặp đôi vận động viên người Anh, bắt đầu từ Jean Westwood và Lawrence Demmy.
Ngày 15 tháng 02 năm 1961, toàn bộ vận động viên và huấn luyện viên của Mỹ đã tử vong trong chuyến bay 548 của Sabena ở Brussels, Bỉ khi họ đang trên đường đến Prague tham dự giải Vô địch Thế giới. Bi kịch này đã làm cho Mỹ bước vào thời kì xây dựng lại nền móng trượt băng nghệ thuật.
Trong khi đó, Liên Xô đã áp đảo môn thể thao này, đặc biệt là hạng mục Đôi nam nữ và Khiêu vũ trên băng. Tất cả các Thế vận hội Mùa đông từ năm 1964 đến 2006 đều trao huy chương cho các cặp vận động viên Liên Xô hoặc Nga. Đây cũng được xem là chuỗi chiến thắng dài nhất của một quốc gia trong lịch sử thể thao hiện đại. Giải Vô địch Thế giới 1967 là giải đấu cuối cùng được tổ chức ở sân băng ngoài trời.

### Ảnh hưởng của truyền hình và trượt băng nghệ thuật ngày nay
Trượt băng bắt buộc (Compulsory figures) chiếm 60% điểm số trong hạng mục Đơn. Những vận động viên tập trung vào bài thi này, kể cả những vận động viên thông thường, có thể dành được huy chương. Ti vi dần dần phủ sóng đến toàn bộ các sự kiện trượt băng và ngày càng quan trọng, làm cho bài thi tự do (trong các hạng mục thi đấu) ngày càng phổ biến với công chúng, nhưng bài thi trượt băng bắt buộc không được chiếu trên ti vi. Do đó, người xem ti vi thường xuyên thắc mắc vì sao vận động viên hoàn thành rất tốt bài thi tự do lại không thể lấy huy chương vàng. Bắt đầu từ năm 1968, ISU đã giảm hệ số điểm của bài thi trượt băng bắt buộc và đưa bài thi ngắn vào các cuộc thi từ năm 1973. Một vấn đề xuất hiện vào lúc đó khi Janet Lynn không thể lên đứng lên bục huy chương mặc dù bà đã hoàn thành bài thi tự do rất xuất sắc. Ví dụ, Janet Lynn không thể lên bục huy chương trong giải Vô địch Thế giới 1971 sau khi bà đã hoàn thành bài thi tự do một cách ngoạn mục. Khán giả ở dưới đã bắt đầu ồn ào và la hét trong suốt buổi lễ trao huy chương.
Với những thay đổi trên, sự cạnh tranh trong trượt băng nghệ thuật đã chuyển sang việc gia tăng tính thể thao trong các cuộc thi. Thực hiện cú nhảy ba vòng trong bài thi ngắn và bài thi tự do ngày càng trở nên quan trọng hơn. Vào những năm 1980, một số vận động viên bắt đầu luyện tập các cú nhảy bốn vòng. Jozef Sabovcik, vận động viên người Tiệp Khắc, đã thực hiện thành công cú nhảy Toe loop bốn vòng và đã được công nhận ở giải Vô địch châu Âu 1986. Tuy nhiên, cú nhảy này đã không được công nhận vào ba tuần sau đó vì vi phạm luật. Giải Vô địch Thế giới 1988 đã chứng kiến Kurt Browning thực hiện cú nhảy Toe loop bốn vòng đầu tiên của ông, và cú nhảy này đã được công nhận. Phải mất một vài năm sau đó, các cú nhảy bốn vòng mới trở thành một phần không thể thiếu trong các bài thi ở hạng mục Đơn nam, mặc dù khán giả rất muốn được nhìn thấy các cú nhảy này trong các giải đấu. Năm 1988, Midori Ito (Nhật Bản) đã trở thành vận động viên nữ đầu tiên thực hiện thành công cú Axel ba vòng, gia tăng tính thể thao và đẩy trình độ kĩ thuật lên mức cao hơn trong các bài thi hạng mục Đơn nữ. Bài thi trượt băng bắt buộc chiếm 20% số điểm vào năm 1989, và một năm sau đó, bài thi này đã hoàn toàn bị loại bỏ.
Ti vi đã thúc đẩy môn thể thao này phát triển hơn nữa, bằng cách lập ra khu vực "Kiss and cry" cho các vận động viên sau mỗi bài thi. Vào tháng 03 năm 1990, ISU đã cho phép các vận động viên có ý định trượt băng chuyên nghiệp có thể tham gia các giải đấu quốc tế, khi họ đã được Hiệp hội Quốc gia cho phép. Đến năm 1995, để giữ chân các vận động viên đang chuẩn bị từ bỏ sự nghiệp để tham dự các sự kiện chuyên nghiệp có lợi nhuận, ISU bắt đầu đưa tiền thưởng vào các giải đấu; tiền thưởng được lấy từ việc bán bản quyền các cuộc thi.
Năm 1984, hơn 24 triệu người ở Great Britain theo dõi cặp đôi Jayne Torvill và Christopher Dean nhận rất nhiều điểm 6.0 cho tiêu chí trình bày - một con số hoàn hảo trong lịch sử Thế vận hội - đã được lọt vào danh sách "Khoảnh khắc thể thao đẹp nhất" (vị trí thứ 8) trong một bảng xếp hạng ở Vương quốc Anh. Trong bài Nghiên cứu Thể thao Quốc gia II năm 1993, được Associated Press coi là nghiên cứu lớn nhất về sự phổ biến của các môn thể thao trong khán giả ở Mỹ, hạng mục Đơn nữ trong trượt băng nghệ thuật là môn thể thao được theo dõi nhiều nhất, chỉ đứng ngay sau bóng đá NFL trong tổng số 100 môn thể thao được khảo sát. Nghiên cứu năm 1993 trên 800 vận động viên cho thấy Dorothy Hamill, Peggy Fleming và Scott Hamilton là ba vận động viên trượt băng nghệ thuật lọt vào danh sách tám vận động viên nổi tiếng nhất nước Mỹ. Vụ bê bối của Tonya Harding năm 1994 đã làm gia tăng sự chú ý đến trượt băng nghệ thuật. Đêm đầu tiên của hạng mục Đơn nữ trong Thế vận hội Mùa đông 1994 đã đạt được chỉ số Nielsen TV (Nielsen TV ratings) cao hơn Super Bowl ba tuần trước đó, và cho đến thời điểm này,  đây là chương trình truyền hình thể thao được xem nhiều nhất trong lịch sử.
Thông thường, khán giả sẽ ném một loạt các món quà lên sân băng sau khi một bài thi kết thúc, phổ biến nhất là thú nhồi bông và hoa. Các nhà chức trách thường không khuyến khích khán giả ném hoa mà chưa được bọc kĩ vì có khả năng các mảnh vụn từ món quà này sẽ gây gián đoạn hoặc gây nguy hiểm cho các vận động viên tiếp theo.
Có rất nhiều quốc gia đã sản sinh ra nhiều tài năng trượt băng nghệ thuật, bao gồm Nga và Liên Xô, Mỹ, Canada, Nhật Bản, Trung Quốc, Pháp, Đức và Ý. Trong khi môn thể thao này tiếp tục phát triển ở Đông Á, vùng Nam Á có khá ít cơ hội thi đấu do thiếu nhiều sân băng. Ấn Độ chỉ có bốn sân băng trong nhà vào năm 2011, và họ đang lên kế hoạch để xây dựng thêm mười sân băng nữa, chủ yếu là xây ở trong các trung tâm thương mại trong năm năm. Đến năm 2016, có ba trong số mười sân băng đã được xây.
Trái ngược với sự biến mất của trượt băng bốn người, có năm hạng mục đang ngày càng phát triển, bao gồm trượt băng Đơn nam, Đơn nữ, Đôi nam nữ, Khiêu vũ trên băng và Trượt băng đồng diễn. Ngày 06 tháng 04 năm 2011, Uỷ ban Olympic Quốc tế đã thông qua một sự kiện trượt băng nghệ thuật đồng đội cho Thế vận hội Mùa đông 2014 (do bài thi khiêu vũ bắt buộc (hạng mục Khiêu vũ trên băng) đã bị loại bỏ, dành chỗ cho sự kiện này). Mỗi đội thi bao gồm một vận động viên nam (ở hạng mục Đơn nam), một vận động viên nữ (ở hạng mục Đơn nữ), một đôi nam nữ (ở hạng mục Đôi nam nữ) và một đôi khiêu vũ trên băng. Có tối đa 10 đội sẽ được tham gia, và 5 đội bị loại ngay sau bài thi ngắn. Vào tháng 12 năm 2011, ISU đã quy định chi tiết cho một hệ thống các điều kiện và các cuộc thi.

## Liên kết
| Tìm hiểu thêm về Trượt băng nghệ thuật tại các dự án liên quan |                                   |
| Tìm kiếm Wiktionary                                            | Từ điển từ Wiktionary             |
| Tìm kiếm Commons                                               | Tập tin phương tiện từ Commons    |
| Tìm kiếm Wikinews                                              | Tin tức từ Wikinews               |
| Tìm kiếm Wikiquote                                             | Danh ngôn từ Wikiquote            |
| Tìm kiếm Wikisource                                            | Văn kiện từ Wikisource            |
| Tìm kiếm Wikibooks                                             | Tủ sách giáo khoa từ Wikibooks    |
| Tìm kiếm Wikiversity                                           | Tài nguyên học tập từ Wikiversity |

- International Skating Union
- Official Site World Skating Museum and Hall of Fame Lưu trữ ngày 8 tháng 7 năm 2010 tại Wayback Machine